# ヴァイオリン協奏曲 (ハチャトゥリアン)
アラム・ハチャトゥリアンのヴァイオリン協奏曲ニ短調は、1940年に作曲され、翌年のスターリン賞第2位を獲得したヴァイオリン協奏曲である。演奏時間は約35分。

## 作曲の経緯
1938年にエレヴァン歌劇場のためのバレエ音楽「幸福」を作曲する中で、エレヴァン周辺の民俗音楽を調べていた。この調査は、1940年にルーザでヴァイオリン協奏曲を作曲するきっかけとなった。この作品はダヴィッド・オイストラフに献呈されている。オイストラフは、ヴァイオリン・パートに関して助言を行うとともに、ハチャトゥリアンとは別に自身でカデンツァも作っている。
この曲は、ジャン＝ピエール・ランパルの編曲によるフルート協奏曲（1968年）としてもよく知られている。これには、ランパルがハチャトゥリアンにフルート協奏曲の作曲を依頼したところ、ハチャトゥリアンが新作ではできないが、代わりにヴァイオリン協奏曲の編曲を提案したという経緯がある。ランパルやジェームズ・ゴールウェイ、エマニュエル・パユといった世界的なフルーティストにより録音が行われている。

## 初演
1940年11月16日、モスクワのソヴィエト音楽祭にてダヴィッド・オイストラフのヴァイオリン独奏、アレクサンドル・ガウクの指揮で演奏され、大成功であった。

## 楽器編成
独奏ヴァイオリン(フルート)、ピッコロ、フルート2、オーボエ2、イングリッシュホルン、クラリネット2、ファゴット2、ホルン4、トランペット3、トロンボーン3、チューバ、ティンパニ、タンブリン、小太鼓、大太鼓、シンバル、ハープ、弦五部

## 構成
第1楽章 Allegro con fermezza ニ短調　4/4拍子　ソナタ形式
全合奏による短い導入部の後、ヴァイオリンがG線上で第1主題を提示する。管弦楽とヴァイオリンの経過部を経て第1主題が反復され、弦による経過句を経た後グリーグのピアノ協奏曲を彷彿とさせるイ長調の第2主題が現れる。この主題は次の楽章でも使用される。
第2楽章 Andante sostenuto イ短調　3/4拍子　三部形式
A‐B‐A´の三部で構成される歌謡形式。短い導入の後、ヴァイオリンが歌謡的な主題を提示する。中間部は18小節の管弦楽による伴奏の後、弱音器を伴い、東方民族風の主題がハ短調で奏される。
第3楽章 Allegro vivace ニ長調　3/8拍子　拡大されたロンド形式
58小節の導入の後、民俗音楽的な主題が現れる。この主題は2回繰り返されて再度繰り返された後、嬰ヘ短調の主題が現れる。最後はニ長調で華やかに終止する。